# Filesystem Hierarchy Standard
Filesystem Hierarchy Standard (FHS) definerer hovedkatalogerne og deres indhold i Linux og andre UNIX baserede styresystemer. 
Alle filer og kataloger viser sig under rodkataloget (eng. root directory) "/", selv hvis de er gemt på andre fysiske lagerenheder. Her er eksempler på kataloger defineret i FHS:
- /bin/ Essentielle kommandoer i binær- eller tekst-filformat (eng. binaries) for alle brugere (cat, ls, cp...).
- /dev/ Essentielle lagerenheder.
- /home/ Brugernes hjemmekataloger (eng. home directories).
- /etc/ Operativsystemets konfigurationsfiler. etc stod tidligere for et cetera[1], men i dag er en bedre forklarende tekst 'e'ditable-'t'ext-'c'onfigurations (dansk: redigerbare konfigurationstekstfiler).
- /lib/ Biblioteker (eng. libraries) som er essentielle kommandoer i /bin og /sbin .
- /var/ Filer der ændres hele tiden (eng. Variable files) – som f.eks. logs og midlertidige filer (eng. temporary files).
- /opt/ Statiske applikation softwarepakker.
- /sbin/ Essentielle system kommandoer i binær- eller tekst-filformat (init, route, ifup..) (eng. system binaries).
- /proc/ Virtuelle filsystemfiler, som dokumenterer kernestatus, mest tekst-filer (uptime, network...).
- /mnt/ Midlertidige mountede filsystemer på (flytbar) lagerenheders inddelinger (eng. partitions). (mnt er en forkortelse for mount point (eng. for monterings punkt))